# Gas South Arena
Gas South Arena – kryty stadion położony w Duluth w stanie Georgia (USA), na przedmieściach Atlanty. Dawniej stadion macierzysty drużyny Atlanta Dream, a ostatnio dla Atlanta Gladiators, oraz halowej drużyny lacrosse – Georgia Swarm.
Jest częścią kampusu o powierzchni 118 akrów, w skład którego wchodzą także teatr na 708 miejsc (Gas South Theater), 23 sale konferencyjne, hala wystawowa, oraz wielka sala balowa (Gas South Convention Center). Na terenie areny znajdują się trzy hotele: Embassy Suites, Holiday Inn i Westin. 